# Caricias del cielo
Caricias del cielo es el segundo disco de la cantante mexicana Edith Márquez, que en vista del éxito de su primer disco, empieza la grabación en 1999. Los sencillos a promocionar son "Acostúmbrame al cielo", "Esta Vez" y "Nubes Negras". Sin un sencillo agresivo ni una campaña fuerte de publicidad el disco logra alcanzar la cifra de 120 mil copias en 2 meses de haber sido lanzado. En total el disco logró vender más de 200 mil copias tan sólo en México. Este disco logró un disco de oro y un disco de platino por las altas ventas que sobrepasaron las 200 mil unidades.
"Acostúmbrame al cielo" llega a los primeros lugares de popularidad en la radio y el videoclip Esta Vez se posiciona en mayo del 2000 en el lugar 5 del Top Ten del canal Telehit.
Con este disco Edith demuestra que un artista es aquel que tiene talento y no depende de los escándalos para vender discos.
Debido al existo de este disco y del anterior le permitió en febrero del 2001 ir al Festival de Viña del Mar como parte del jurado, además de cantar dos temas de su primer disco: Mi Error, Mi Fantasía; Mírame; y un tema de este álbum, Acostúmbrame al Cielo, estos temas fueron un gran éxito en América del Sur.

## Lista de canciones
|    | Título                  | Escritura                    | Duración |
| -- | ----------------------- | ---------------------------- | -------- |
| 1  | "Un Segundo"            | Beto Sánchez, Jorge Avendaño | 04:04    |
| 2  | "Nubes Negras"          | Jorge Avendaño               | 03:14    |
| 3  | "Esta Vez"              | Jorge Avendaño               | 04:11    |
| 4  | "Corazón Malherido"     | Claudia Brant, Retto         | 02:49    |
| 5  | "Sobre Tu Cruz"         | Ernesto Rosales              | 02:50    |
| 6  | "Acostúmbrame Al Cielo" | Jorge Avendaño               | 04:08    |
| 7  | "Para No Llorar"        | Manuel Monterrosas           | 03:14    |
| 8  | "Mala Sangre"           | Bruno Danza                  | 02:54    |
| 9  | "Lástima"               | Alazán                       | 03:25    |
| 10 | "Despedida"             | Jorge Avendaño               | 04:08    |

## Videos
| Año  | Video                 | CD                 | Director                    | Detalles |  |
| ---- | --------------------- | ------------------ | --------------------------- | --- |  |
| 2000 | Acostúmbrame al Cielo | Caricias del Cielo | Adolfo Segura               | El primer sencillo y video del segundo disco de la cantante, este video relata la historia de una persona que pierde a su pareja, y que le canta que siempre la va a amar, el video se grabó en una hacienda en Atizapán en el Estado de México, Acostúmbrame al Cielo llega a los primeros lugares de la lista de los diez videos más populares.                                                                             |  |
| 2000 | Esta Vez#5 (MEX).     | Caricias del Cielo | Pedro Pablo Ibarra, Pitipol | El segundo sencillo y video del segundo disco de la cantante, fue grabado en el Teatro Metropólitan en marzo del año 2000, este video narra una historia de amor y soledad, una decepción amorosa, combinada con una opera en la que Edith es la protagonista, Esta Vez entra a la lista de los diez más populares en el canal Telehit en agosto del año 2000, el videoclip se posiciona en el lugar 5 del Top Ten del canal. |  |

## Músicos
| Nombre                                             | Instrumento                  |
| -------------------------------------------------- | ---------------------------- |
| Edith Márquez                                      | cantante                     |
| Waldo Madera                                       | batería                      |
| Rodrigo Cárdenas                                   | bajo                         |
| Miguel Peña, Fernando de Santiago y Peter Scrabeak | guitarra, guitarra eléctrica |
| Jorge Avendaño                                     | piano acústico               |
| Manuel Valle, Francisco López                      | trompetas                    |
| Fernando de Santiago                               | Vihuela                      |
| Miguel Peña                                        | Requintos                    |
| Silvestre Hernández                                | corno                        |
| Moisés Tlaxcaltecatl                               | Flauta                       |